# Linia kolejowa nr 137
Linia kolejowa nr 137 Katowice – Legnica – pierwszorzędna (na odcinku do km 64,162 magistralna), częściowo zelektryfikowana, jedno- i dwutorowa linia kolejowa o znaczeniu państwowym w południowej Polsce, łącząca Katowice z Legnicą przez Gliwice, Kędzierzyn-Koźle, Prudnik, Nysę, Świdnicę i Strzegom. Linia położona jest w granicach województw śląskiego, opolskiego i dolnośląskiego na obszarze działania PKP PLK Zakładów Linii Kolejowych w Sosnowcu, Tarnowskich Górach, Opolu, Wałbrzychu i Wrocławiu. Ze względu na położenie traktu wzdłuż łańcucha górskiego Sudetów (od Prudnika do Legnicy) linia nazywana jest magistralą podsudecką.
Linia nr 137 była budowana i otwierana fragmentami w latach 1844–1876. Linia ta zapewniała połączenie uprzemysłowionych miast Przedgórza Sudeckiego z kopalniami Górnego Śląska. Do czasu upaństwowienia kolei linia należała w całości do spółki Kolej Górnośląska. Od początku swojego istnienia zaliczana była do linii pierwszorzędnych o najważniejszym znaczeniu państwowym. W 1957 rozpoczęto jej elektryfikację.
Na trasie znajduje się m.in. Muzeum Przemysłu i Kolejnictwa na Śląsku w Jaworzynie Śląskiej czy Sowiogórskie Muzeum Techniki w Dzierżoniowie.

## Przebieg
Linia rozpoczyna się na stacji kolejowej Katowice – końcowym punkcie linii nr 1 Warszawa Zachodnia – Katowice i linii nr 138 Oświęcim – Katowice oraz początkowym punkcie linii nr 139 Katowice – Zwardoń. Biegnie w kierunku zachodnim przez stacje Chorzów Batory, Świętochłowice, Rudę Śląską i Zabrze do Gliwic. Stamtąd dalej przez Gliwice Łabędy do Kędzierzyna-Koźla, gdzie początek ma linia nr 136 Kędzierzyn-Koźle – Opole Groszowice. Trasa prowadzi dalej na zachód przez Kędzierzyn-Koźle Zachodnie, Głogówek i Racławice Śląskie do Prudnika, gdzie kończy się linia nr 306 Krapkowice – Prudnik. Następnie biegnie przez Nowy Świętów, Nysę, Otmuchów, Paczków do Kamieńca Ząbkowickiego, gdzie krzyżuje się z linią nr 276 Wrocław Główny – Międzylesie. Stąd biegnie na północ przez Ząbkowice Śląskie, Piławę Górną, Dzierżoniów Śląski, Świdnicę Miasto, Jaworzynę Śląską, gdzie krzyżuje się z linią nr 274 Wrocław Świebodzki–Zgorzelec, Strzegom i Jawor. Kończy się na stacji Legnica, gdzie łączy się m.in. z linią nr 275 Wrocław Muchobór – Gubinek.
Linia 137 przebiega przez powiaty: Katowice, Chorzów, Świętochłowice, Ruda Śląska, Zabrze, Gliwice, gliwicki, kędzierzyńsko-kozielski, prudnicki, nyski, ząbkowicki, dzierżoniowski, świdnicki, jaworski, Legnica. Przecina się z autostradami A1 i A4, drogami krajowymi 3, 5, 8, 35, 40, 41, 45, 46, 78, 88 i 94 oraz drogami wojewódzkimi 365, 374, 379, 382, 383, 384, 385, 395, 407, 416, 417, 423, 901, 902, 921 i 925. Biegnie nad rzekami: Bytomka, Kłodnica, Odra, Osobłoga, Prudnik, Nysa Kłodzka, Bystrzyca, Strzegomka, Kaczawa.
Linia podzielona jest na 16 odcinków:
- A: Katowice – Chorzów Batory (od 0,070 do 6,166)
- B: Chorzów Batory – Gliwice (od 6,166 do 27,100)
- C: Gliwice – Szobiszowice (od 27,100 do 28,530)
- D: Szobiszowice – Gliwice Łabędy (od 28,530 do 32,985)
- E: Gliwice Łabędy – Rudziniec Gliwicki (od 32,985 do 49,056)
- F: Rudziniec Gliwicki – Nowa Wieś (od 49,056 do 61,623)
- G: Nowa Wieś – Kędzierzyn-Koźle (od 61,623 do 64,162)
- H: Kędzierzyn-Koźle – Kędzierzyn-Koźle Zachodnie (od 64,162 do 70,150)
- J: Kędzierzyn-Koźle Zachodnie – Prudnik (od 70,150 do 111,696)
- K: Prudnik – Nysa (od 111,696 do 139,075)
- L: Nysa – Kamieniec Ząbkowicki (od 139,075 do 177,219)
- M: Kamieniec Ząbkowicki – Świdnica Miasto (od 177,219 do 226,796)
- N: Świdnica Miasto – Jaworzyna Śląska (od 226,796 do 236,765)
- O: Jaworzyna Śląska – Strzegom (od 236,765 do 247,227)
- P: Strzegom – Jawor (od 247,227 do 262,333)
- R: Jawor – Legnica (od 262,333 do 284,190)

## Historia

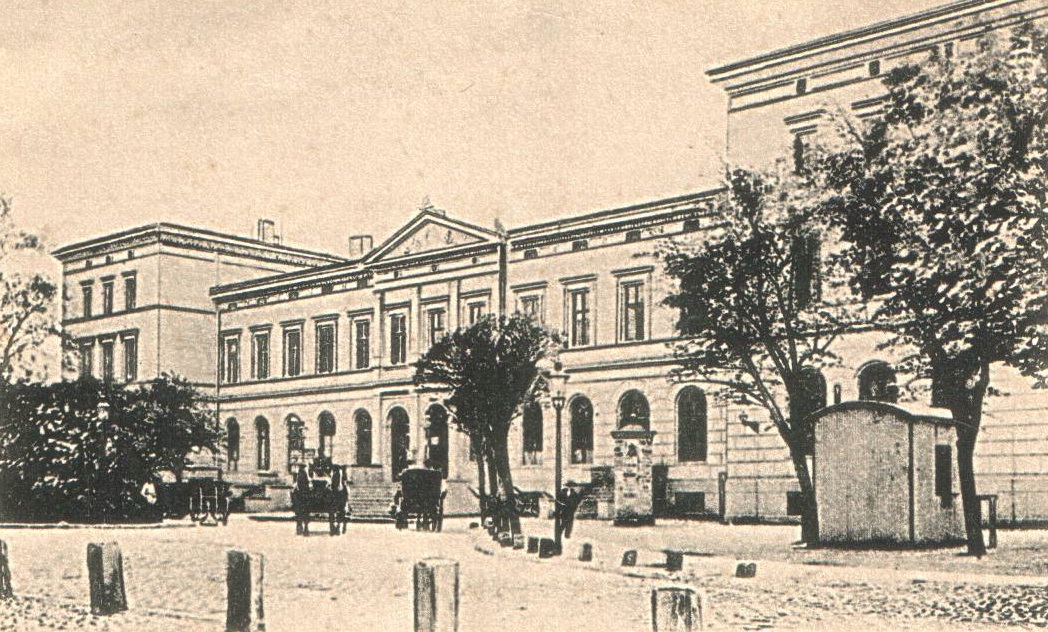
Dworzec w Katowicach w 1859

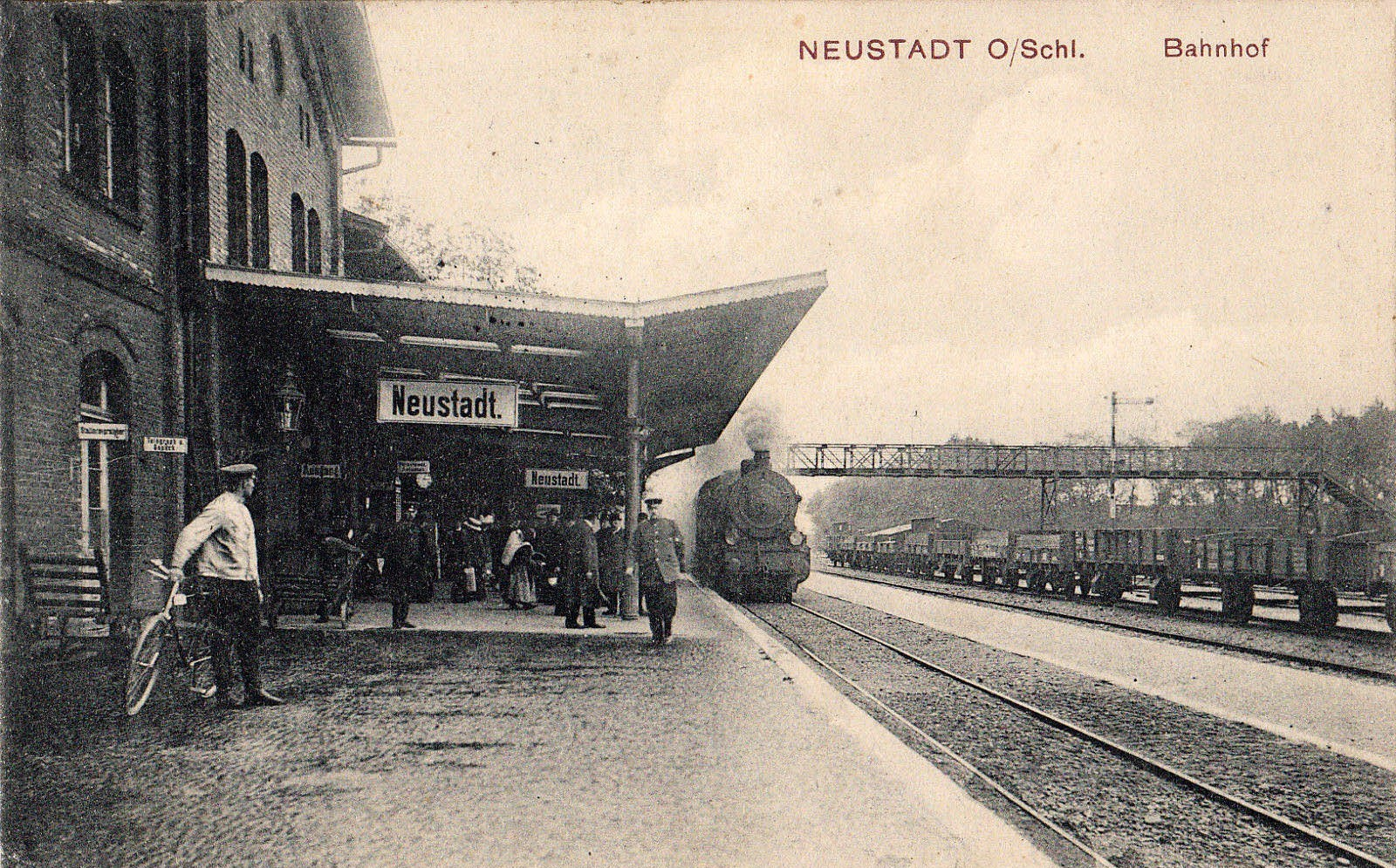
Dworzec w Prudniku w 1913

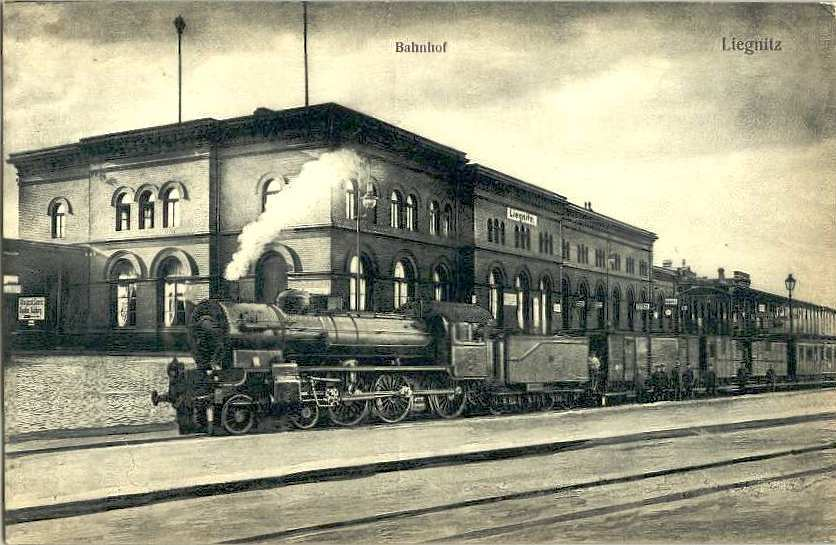
Dworzec w Legnicy w 1915

Pierwszy odcinek dzisiejszej linii Katowice – Legnica, prowadzący z Jaworzyny Śląskiej do Świdnicy, został oddany do użytku 21 lipca 1844 przez Kolej Wrocławsko-Świdnicko-Świebodzicką jako odgałęzienie uruchomionej w 1843 linii Wrocław Świebodzki – Świebodzice. 2 listopada 1845 Kolej Górnośląska otworzyła pierwszy wschodni odcinek dzisiejszej trasy Kędzierzyn – Gliwice, jako kontynuację trasy Opole – Kędzierzyn. 15 listopada 1845 przedłużono linię na wschód – do Świętochłowic, a 3 października 1846 do Katowic. Na zachodzie trasa została przedłużona 24 listopada 1855 do Dzierżoniowa i 16 grudnia 1856 do Legnicy. 1 listopada 1858 przedłużono ją w kierunku południowym do Ząbkowic Śląskich. 1 kwietnia 1874 Kolej Górnośląska otworzyła przedłużenie do Kamieńca Ząbkowickiego, a 28 grudnia 1874 do Goświnowic.
W listopadzie 1875 uruchomiono linię Nysa – Nowy Świętów – Głuchołazy, która obecnie jest częścią kolei Katowice – Legnica tylko do Nowego Świętowa. Nysa i Goświnowice zostały połączone 12 czerwca 1876, jednocześnie otwarto odnogę linii Nysa – Głuchołazy z Nowego Świętowa do Prudnika. 15 sierpnia 1876 oddano do użytku kontynuację z Prudnika do Racławic Śląskich. W tym samym roku połączono Racławice Śląskie z Kędzierzynem. Trasa została upaństwowiona i na niektórych odcinkach rozbudowana do dwutorowej.
Od 1922 roku, po plebiscycie na Górnym Śląsku, wschodnia końcówka linii znajdowała się w granicach Polski, natomiast jej reszta (na zachód od Chorzowa) pozostała w Republice Weimarskiej. Po zakończeniu II wojny światowej cała linia przypadła Polsce. W 1957 rozpoczęto elektryfikację, lecz proces ten zatrzymał się na odcinku Katowice – Kędzierzyn-Koźle. Odcinek w okolicach Nowej Wsi Legnickiej był również zelektryfikowany, ale sieć trakcyjna została zdemontowana ze względu na pobliskie lotnisko.
2 lipca 1945 w okolicy Polskiego Świętowa doszło do pierwszej katastrofy kolejowej w powojennej Polsce. Na pociąg przesiedleńców z Kresów Wschodnich jadących z Kędzierzyna przez Prudnik do Nysy najechał pociąg towarowy jadący z Nysy. Istnieją hipotezy, iż był to sabotaż lub pomyłka żołnierzy sowieckich, którzy wówczas kierowali transportem kolejowym w Polsce.
3 lutego 1985 pomiędzy Dytmarowem i Prudnikiem doszło do zderzenia parowozu Pt47 z ciągnikiem RSP Jasiona. 2 osoby zginęły na miejscu, a 1 osoba została ciężko ranna (mężczyzna trafił w śpiączkę, zmarł kilka lat później). Wypadek spowodowany był błędem dróżnika na przejeździe koło Dytmarowa, który, mimo wiedzy o zbliżającym się pociągu, na prośbę pasażerów ciągnika podniósł rogatki, by mogli przejechać. Przez śnieżycę maszynista nie widział ciągnika. Skład zatrzymał się dopiero w Prudniku, gdzie na przedzie lokomotywy zauważono krew i torbę z ubraniami, która przyczepiła się do maszyny po uderzeniu.
W 2008 na odcinku Nysa – Kamieniec Ząbkowicki zawieszono sezonowy ruch pasażerski. 28 kwietnia 2018 roku wznowiono ruch pociągów sesonowych, pociągi kursują w soboty i niedziele przez cały rok.
W celu przeciwdziałania pogarszającemu się stanu infrastruktury, na linii przeprowadzono remonty przywracające prędkość pociągów do 100-120km/h:
- w 2013 na odcinku Gliwice Łabędy – Gliwice – Zabrze (razem z peronem wyspowym), oraz odcinka Ruda Chebzie – Chorzów Batory)[12][13][14].
- w 2014 zrewitalizowanego rok wcześniej odcinka i odcinka Zabrze – Ruda Chebzie razem z peronami na stacji Ruda Chebzie i przystanku Ruda Śląska[15][16].
- pod koniec 2014 wyremontowano perony na przystanku Świętochłowice i stacji Chorzów Batory[17].
- w 2015 na odcinku Katowice – Chorzów Batory. Wymieniono około 10 km torów i sieci trakcyjnej oraz peron na przystanku Katowice Załęże[18][19][20][21].

## Punkty eksploatacyjne
| Miejscowość          | Nazwa                       | Rodzaj                                 | Liczba krawędzi peronowych | Infrastruktura                                                                     | Zdjęcie |
| -------------------- | --------------------------- | -------------------------------------- | -------------------------- | ---------------------------------------------------------------------------------- | ------- |
| Katowice             | Katowice                    | stacja kolejowa                        | 9                          | dworzec kolejowy, przejście podziemne, zadaszenie, urządzenia nagłaśniające        |         |
| Katowice             | Katowice Załęże             | przystanek osobowy                     | 2                          | przejście podziemne, zadaszenie                                                    |         |
| Chorzów              | Chorzów Batory              | stacja kolejowa                        | 4                          | dworzec kolejowy, przejście podziemne, zadaszenie, urządzenia nagłaśniające        |         |
| Świętochłowice       | Świętochłowice              | przystanek osobowy                     | 2                          | przejście podziemne, zadaszenie, urządzenia nagłaśniające                          |         |
| Ruda Śląska          | Ruda Chebzie                | stacja kolejowa                        | 2                          | dworzec kolejowy, przejście podziemne, zadaszenie, urządzenia nagłaśniające        |         |
| Ruda Śląska          | Ruda Śląska                 | przystanek osobowy                     | 2                          | dworzec kolejowy, przejście podziemne, zadaszenie, urządzenia nagłaśniające        |         |
| Zabrze               | Zabrze                      | stacja kolejowa                        | 2                          | dworzec kolejowy, przejście podziemne, zadaszenie, urządzenia nagłaśniające        |         |
| Gliwice              | Gliwice                     | stacja kolejowa                        | 8                          | dworzec kolejowy, przejście podziemne, zadaszenie, urządzenia nagłaśniające        |         |
| Gliwice              | Szobiszowice                | posterunek odgałęźny                   |                            |                                                                                    |         |
| Gliwice              | Gliwice Kopernika           | przystanek osobowy (w budowie)         |                            |                                                                                    |         |
| Gliwice              | Gliwice Łabędy              | stacja kolejowa                        | 4                          | zadaszenie, urządzenia nagłaśniające                                               |         |
| Rzeczyce             | Rzeczyce Śląskie            | przystanek osobowy                     | 2                          | wiata                                                                              |         |
| Taciszów             | Taciszów                    | stacja kolejowa                        | 2                          | wiata, urządzenia nagłaśniające                                                    |         |
| Rudziniec            | Rudziniec Gliwicki          | stacja kolejowa                        | 2                          | urządzenia nagłaśniające                                                           |         |
| Kędzierzyn-Koźle     | Sławięcice                  | stacja kolejowa                        | 3                          | dworzec kolejowy, przejście podziemne, wiata, urządzenia nagłaśniające             |         |
| Kędzierzyn-Koźle     | Nowa Wieś                   | posterunek odgałęźny                   |                            |                                                                                    |         |
| Kędzierzyn-Koźle     | Kędzierzyn-Koźle            | stacja kolejowa                        | 9                          | dworzec kolejowy, przejście podziemne, zadaszenie, urządzenia nagłaśniające        |         |
| Kędzierzyn-Koźle     | Kędzierzyn-Koźle Przystanek | przystanek osobowy                     | 2                          |                                                                                    |         |
| Kędzierzyn-Koźle     | Kędzierzyn-Koźle Zachodnie  | posterunek odgałęźny                   | 2                          | dworzec kolejowy, zadaszenie, urządzenia nagłaśniające                             |         |
| Pokrzywnica          | Pokrzywnica                 | przystanek osobowy                     |                            |                                                                                    |         |
| Twardawa             | Twardawa                    | stacja kolejowa                        | 2                          |                                                                                    |         |
| Głogówek             | Głogówek                    | stacja kolejowa                        | 4                          | dworzec kolejowy, urządzenia nagłaśniające                                         |         |
| Racławice Śląskie    | Racławice Śląskie           | stacja kolejowa                        | 3                          | zadaszenie, urządzenia nagłaśniające                                               |         |
| Dytmarów             | Dytmarów                    | przystanek osobowy                     | 2                          |                                                                                    |         |
| Dytmarów             | Dytmarów Osadkowski         | bocznica szlakowa                      |                            |                                                                                    |         |
| Prudnik              | Prudnik                     | stacja kolejowa                        | 4                          | dworzec kolejowy, zadaszenie, urządzenia nagłaśniające                             |         |
| Szybowice            | Szybowice                   | przystanek osobowy                     | 2                          |                                                                                    |         |
| Nowy Las             | Nowy Las                    | przystanek osobowy                     | 2                          |                                                                                    |         |
| Nowy Świętów         | Nowy Świętów                | stacja kolejowa                        | 3                          | zadaszenie, urządzenia nagłaśniające                                               |         |
| Przełęk              | Przełęk                     | przystanek osobowy                     | 2                          |                                                                                    |         |
| Nysa                 | Nysa                        | stacja kolejowa                        | 4                          | dworzec kolejowy, przejście podziemne, zadaszenie, urządzenia nagłaśniające        |         |
| Radzikowice          | Radzikowice                 | przystanek osobowy                     | 1                          |                                                                                    |         |
| Goświnowice          | Goświnowice                 | stacja kolejowa                        | 2                          |                                                                                    |         |
| Otmuchów             | Wójcice                     | przystanek osobowy                     | 2                          |                                                                                    |         |
| Otmuchów             | Otmuchów                    | stacja kolejowa                        | 4                          | dworzec kolejowy, zadaszenie                                                       |         |
| Otmuchów             | Otmuchów Jezioro            | przystanek osobowy                     |                            |                                                                                    |         |
| Paczków              | Paczków                     | stacja kolejowa                        | 4                          | dworzec kolejowy, zadaszenie                                                       |         |
| Pomianów Górny       | Doboszowice                 | bocznica szlakowa i przystanek osobowy | 2                          |                                                                                    |         |
| Kamieniec Ząbkowicki | Kamieniec Ząbkowicki        | stacja kolejowa                        | 7                          | dworzec kolejowy, przejście podziemne, zadaszenie, urządzenia nagłaśniające        |         |
| Ząbkowice Śląskie    | Ząbkowice Śląskie           | stacja kolejowa                        | 3                          | dworzec kolejowy, wiata, urządzenia nagłaśniające                                  |         |
| Piława Górna         | Piława Górna                | stacja kolejowa                        | 5                          | przejście podziemne, zadaszenie, urządzenia nagłaśniające                          |         |
| Piława Górna         | Piława Górna ZPKŁ           | posterunek bocznicowy                  |                            |                                                                                    |         |
| Dzierżoniów          | Dzierżoniów Śląski          | stacja kolejowa                        | 3                          | przejście podziemne, zadaszenie, urządzenia nagłaśniające                          |         |
| Mościsko             | Mościsko Dzierżoniowskie    | stacja kolejowa                        | 2                          | urządzenia nagłaśniające                                                           |         |
| Krzyżowa             | Krzyżowa                    | przystanek osobowy                     | 1                          |                                                                                    |         |
| Świdnica             | Świdnica Miasto             | stacja kolejowa                        | 5                          | dworzec kolejowy, przejście podziemne, wiata, zadaszenie, urządzenia nagłaśniające |         |
| Świdnica             | Ciepłownia Zawiszów         | bocznica szlakowa                      |                            |                                                                                    |         |
| Bolesławice          | Bolesławice Świdnickie      | przystanek osobowy                     | 2                          |                                                                                    |         |
| Jaworzyna Śląska     | Jaworzyna Śląska            | stacja kolejowa                        | 6                          | dworzec kolejowy, przejście podziemne, zadaszenie, urządzenia nagłaśniające        |         |
| Stanowice            | Stanowice                   | przystanek osobowy                     | 2                          |                                                                                    |         |
| Strzegom             | Strzegom                    | stacja kolejowa                        | 3                          | dworzec kolejowy, zadaszenie, urządzenia nagłaśniające                             |         |
| Goczałków            | Goczałków                   | przystanek osobowy                     | 1                          |                                                                                    |         |
| Rogoźnica            | Rogoźnica                   | stacja kolejowa                        | 3                          |                                                                                    |         |
| Jawor                | Jawor                       | stacja kolejowa                        | 4                          | dworzec kolejowy, przejście podziemne, wiata, zadaszenie, urządzenia nagłaśniające |         |
| Jawor                | Jawor Cukrownia             | bocznica szlakowa                      |                            |                                                                                    |         |
| Jawor                | Stary Jawor                 | przystanek osobowy                     | 1                          |                                                                                    |         |
| Brachów              | Brachów                     | przystanek osobowy                     | 1                          |                                                                                    |         |
| Przybyłowice         | Przybyłowice                | przystanek osobowy                     | 1                          |                                                                                    |         |
| Legnica              | Nowa Wieś Legnicka          | bocznica szlakowa i przystanek osobowy | 1                          | urządzenia nagłaśniające                                                           |         |
| Legnica              | Legnica Strefa              | przystanek osobowy                     | 1                          |                                                                                    |         |
| Legnica              | Legnica Piekary             | przystanek osobowy                     | 1                          | wiata, urządzenia nagłaśniające                                                    |         |
| Legnica              | Legnica Wschód              | posterunek odgałęźny                   |                            |                                                                                    |         |
| Legnica              | Legnica                     | stacja kolejowa                        | 8                          | dworzec kolejowy, przejście podziemne, zadaszenie, urządzenia nagłaśniające        |         |

## Ruch pociągów
Linia została zakwalifikowana przez Biuro Eksploatacji spółki PKP Polskie Linie Kolejowe jako „linia o priorytecie towarowym”.